# Cantiere navale di Danzica
Il cantiere navale di Danzica (in polacco: Stocznia Gdańska) è un grande stabilimento industriale polacco della città di Danzica. Il cantiere navale ha avuto una grande risonanza mondiale internazionale nell'estate 1980 in seguito nascita del sindacato autonomo Solidarność e alle proteste operaie. Gli stabilimenti occupano la riva sinistra della Martwa Wisła e la piccola isola di Ostrów. Durante le sue attività nel cantiere sono state costruite oltre 1.000 navi per armatori di tutto il mondo e negli ultimi anni principalmente navi portacontainer, portarinfuse e navi passeggeri, Ro-Ro e velieri.

## Storia
Le origini del cantiere risalgono al 1770, quando a Danzica iniziarono le costruzioni navali da parte dei carpentieri, che avviarono la costruzione di grandi caravelle da carico. Nel 1804 venne fondato Il cantiere navale Jan Klawitter, che inizialmente costruì navi a vela in legno e poi navi fluviali a vapore.
Nel 1844 il governo prussiano acquistò dei terreni su entrambe le rive della Martwa Wisła a Danzica, fondando attraverso il ministero delle finanze del Regno di Prussia un punto di ancoraggio e deposito denominato Korvettendepotplatz, che doveva fungere da base per la corvetta del tipo caravella SMS Amazone, l'unica nave militare della Königlich Preußische Marine, la Regia Marina Prussiana, per la cui crescita era necessario disporre di propri arsenali. Nel 1849 lo stabilimento venne rinominato Marinedepot, passando alle dipendenze del Ministero della guerra prussiano, al dipartimento tecnico dell'ammiragliato, iniziando ala costruzione di nuove navi militari. Rinominato Regio Cantiere di Danzica (in tedesco: Königliche Werft Danzig) alla fine del 1853, nel 1871, assunse in nome di Cantiere Imperiale di Danzica (in tedesco: Kaiserliche Werft Danzig), in seguito alla proclamazione dell'Impero tedesco, diventando uno dei principali arsenali della Marina Imperiale tedesca, insieme al Kaiserliche Werft Wilhelmshaven e al Kaiserliche Werft Kiel.
Nel 1889 l'ingegnere d industriale tedesco Ferdinand Schichau acquistò un terreno di 50 ettari vicino al Cantiere Imperiale, dove a partire dal 1890 venne avviata la costruzione di un cantiere navale, lo stabilimento Schichau Werft nel quale la produzione entrò in funzione nel 1892 e la prima nave, una corvetta per la Marina Imperiale (tedesco: Kaiserliche Marine), varata nel 1893 alla presenza del Kaiser Guglielmo II. La produzione del cantiere Schichau Werft comprendeva navi commerciali, passeggeri, merci e navi militari.

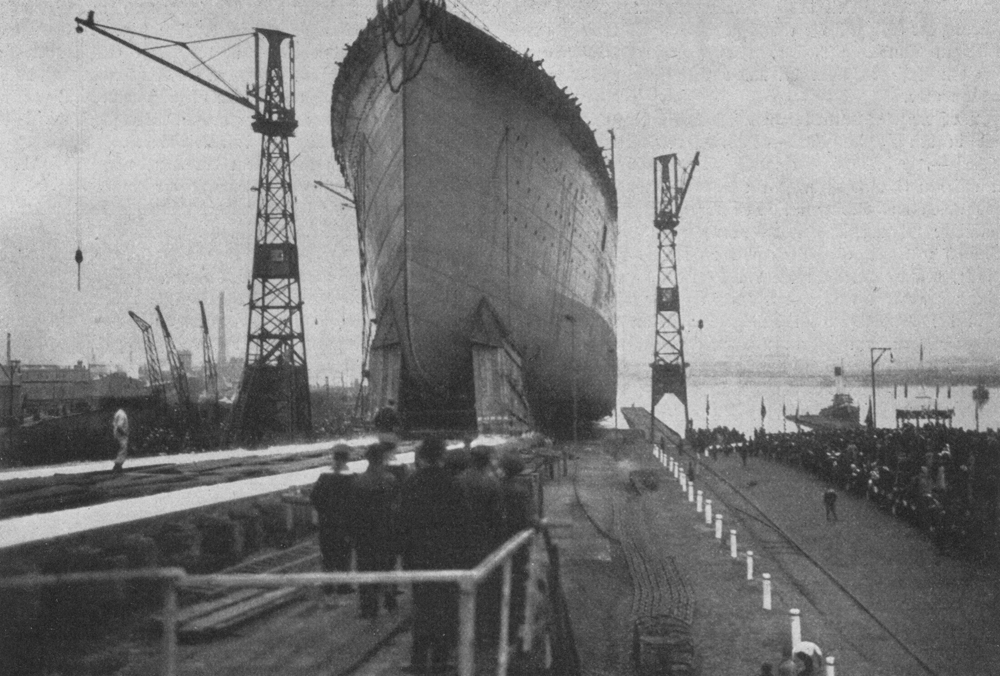
Varo del transatlantico Columbus nel Cantiere Schichau nel 1913

Dopo la fine della prima guerra mondiale, Danzica divenne una città libera sotto il controllo indiretto della Società delle Nazioni. Sebbene formalmente fosse uno stato indipendente, Danzica era soggetta al Trattato di Versailles, ad altri accordi postbellici e alla smilitarizzazione della Germania e per questo motivo, nel 1919 venne proibita la produzione di navi militari nell'ex Kaiserliche Werft. In attesa di ulteriori decisioni delle potenze vincitrici del conflitto riguardo all'industria delle armi tedesca, nell'ottobre del 1919 il nuovo governo tedesco donò ufficialmente il cantiere navale e tutti i suoi beni alla città di Danzica. I nuovi proprietari furono costretti a rottamare gli ultimi 33 U-boot ancora sugli scali nel 1918.
Tuttavia, poiché la società aveva perso sia il suo principale cliente, la Kaiserliche Marine, sia la sua ragion d'essere, nel 1922 la società venne commercializzata e trasformata in società per azioni, con il 30% delle azioni detenute da una società francese, il 30% da una società britannica e il restante 40% da una banca privata cittadina e da una Banca privata polacca con una quota del 20% ciascuna. La nuova società denominata "International Shipbuilding and Engineering Company Limited", è stata più comunemente indicata con il suo nome semplificato in tedesco: Danziger Werft. Il nome completo della società era Società per azioni Cantieri navali e Officine di Danzica (tedesco: Danziger Werft und Eisenwerkstatten Aktiengesellschaft, per il fatto che la società, oltre al cantiere navale, gestiva anche una fabbrica di materiale rotabile ferroviario a Przeróbka, un sobborgo di Danzica.
Nel periodo successivo alla fine della prima guerra mondiale anche lo stabilimento Schichau Werft risentì della mancanza di commesse militari, ma riuscì a sopravvivere grazie alla realizzazione di navi mercantili.
Dopo lo scoppio della seconda guerra mondiale la città di Danzica venne incorporata alla Germania il 2 settembre 1939, il giorno dopo l'inizio della Campagna di Polonia e sia lo stabilimento Schichau Werft sia lo stabilimento Danziger Werft vennero rilevati dalle autorità tedesche. Negli stabilimenti Schichau Werft vennero costruiti fino al 1944 per la Kriegsmarine, la marina da guerra del Terzo Reich 94 sommergibili, dei quali 62 sommergibili U-Boot Tipo VII e due Tipo VII-C/41, prima che la produzione passasse agli U-Boat Tipo XXI, trenta esemplari dei quali vennero costruiti e varati negli stabilimenti Schichau Werft di Danzica, mentre gli stabilimenti Danziger Werft concentrarno le loro attività sulla costruzione degli U-Boot di Tipo VII per la Kriegsmarine.
Dopo la seconda guerra mondiale lo stabilimento Danziger Werft notevolmente danneggiato dai bombardamenti, fu in gran parte smantellato dai sovietici. Con la sconfitta tedesca nella seconda guerra mondiale la città di Danzica venne incorporata alla Polonia. Lo stabilimento Schichau Werft vide le sue attrezzature completamente smontate ed esportate in Unione Sovietica.
Il 14 giugno 1945, il dipartimento marittimo del ministero dell'Industria ha costituito l'Unione cantieri navali polacchi (polacco: Zjednoczone Stocznie Polskie; acronimo: ZSP) con sede a Danzica. Le prime decisioni furono quelle di nominare commissioni incaricate di subentrare ai russi nei cantieri da loro occupati; queste attività furono completate il 30 agosto 1945 e coinvolgevano la gestione di 11 cantieri che operavano nella Città Libera di Danzica. Queste imprese erano così numerate:
- Cantiere n. 1 - ex cantiere navale di Danzica (Danziger Werft)
- Cantiere n. 2 - ex cantiere navale Schichau
- Cantiere n. 3 - ex fabbrica di vagoni
- Cantiere n. 4 - ex cantiere navale Wojan.

Inizialmente venne ipotizzato l'uso, nei primi anni, dei soli impianti di maggiori dimensioni, principalmente per le riparazioni navali, è stato individuato nell'ex Danziger Werft quello con le maggiori potenzialità.
Nel cantiere navale n. 1 ex Danziger Werft il 13 settembre 1945 sono state avviate le prime riparazioni navali. Nello stabilimento sono stati inoltre assemblati 1.812 trattori, 20 locomotive a vapore e 500 camion inviati dall'UNRRA.
Nel 1946 sono state ricostruite due banchine danneggiate durante la guerra ed è stato aperto un reparto meccanico, permettendo di iniziare le riparazioni navali. Nel 1946 furono riparate 166 navi e una grande nave mercantile "Warthe", affondata a Gdynia nel 1944 venne avviata ad una completa la ricostruzione. I lavori su questa unità furono completati il 6 maggio 1949 e la nave, entrata in servizio con il nome di "Warta" venne ribattezzata dal 1953 "Presidente Gottwald". Fino alla fine del 1947, il compito principale del cantiere di Danzica è stato quello delle riparazioni di varie navi nazionali e straniere. Allo stesso tempo le costruzioni navali vennero avviate negli altri stabilimenti di Danzica. Nel Cantiere navale n. 2 vennero costruiti ponti e strutture in acciaio e motori a vapore. Nel Cantiere navale n. 3 si procedette alla costruzione di pescherecci e scialuppe di salvataggio per la Marina polacca e nel Cantiere n. 4 venne avviata la ristrutturazione di chiatte e navi fluviali. Nel 1946, fu deciso che l'industria della costruzioni navali dovesse svilupparsi come parte di un'economia pianificata a livello nazionale. Nel suo contesto, è stato sviluppato un piano decennale di sviluppo del cantiere navale, che prevedeva la costruzione di 164 navi con una capacità totale di 357.000 tonnellate per gli armatori polacchi. Tali commesse avrebbero dovuto essere eseguiti nei Cantieri ex Danziger Werft, Schichau Werft e nell'ex fabbrica vagoni.

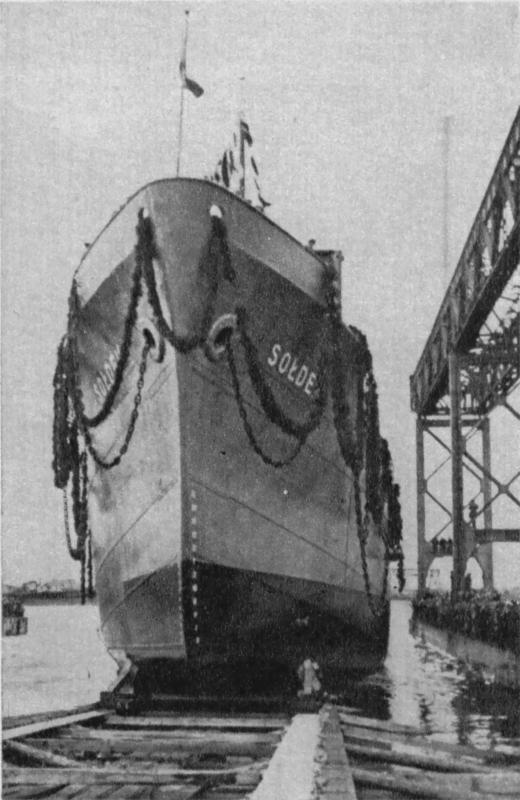
Il varo della portarinfuse Sołdek

Il 19 ottobre 1947 venne istituito il Cantiere navale di Danzica, incorporando gli attigui stabilimenti dell'ex Danziger Werft e dell'ex Schichau Werft. Nello stesso anno, in questi stabilimenti venne avviata la costruzione di pescherecci in acciaio di progettazione polacca. Il 3 aprile 1948 venne svolta la cerimonia di impostazione sugli scali della chiglia di una nave. Erano le prime navi completamente costruite in Polonia. Il 6 novembre 1948 nel cantiere avvenne il varo della prima nave costruita dopo la guerra in Polonia, la portarinfuse Sołdek, adattata per trasportare sia carbone che minerale alla rinfusa.
Nel 1950, conformemente all'ordinanza del Ministro della navigazione del 20 febbraio, l'Unione cantieri navali polacchi venne trasformata in Industria Centrale di costruzioni navali (in polacco: Centralny Zarząd Przemysłu Okrętowego; acronimo: CZPO) che raggruppava quattro imprese di proprietà statale: Cantiere navale di Danzica, Cantiere navale settentrionale (ex fabbrica vagoni), Cantiere navale di Gdynia e Cantiere navale di Stettino.
Nel 1952 il cantiere navale di Danzica ha avuto un proprio ufficio di progettazione. In precedenza, la documentazione tecnica delle navi veniva ricevuta dal cantiere da due fonti:
- dall'ufficio centrale delle costruzioni navali (polacco: Centralnego Biura Konstrukcji Okrętowych; acronimo: CBKO), istituito nel 1946;
- dai cantieri navali stranieri, tra cui il cantiere Ansaldo di Genova.

Dal 1949, CBKO aveva già sviluppato una documentazione tecnica completa per tutte le navi costruite in Polonia.
Nel periodo tra il 1953 e il 1955, il Cantiere navale di Danzica ha raddoppiato la sua produzione con il varo di 33 scafi e la consegna di 35 navi.
Il 14 agosto 1958 si svolse il primo sciopero dei lavoratori nel Cantiere navale di Danzica. Il motivo principale erano le condizioni di lavoro tragiche e i salari molto bassi.
Lo sciopero non durò a lungo. Il presidente venne rimosso dal Cantiere e gli scioperanti puniti con provvedimenti disciplinari e riduzione della retribuzione.
Nel 1960 il cantiere navale di Danzica disponeva di 10 scali. All'epoca vennero varati 32 scafi con una capacità di carico totale di 207.200 tonnellate (173 476 GRT), che collocarono questo impianto al 5º posto tra i cantieri navali del mondo.
Nel 1960 nel cantiere navale venne impiantato uno stabilimento per la produzione su licenza di motori Burmeister & Wain. Nel 1961 venne realizzato il primo motore assemblato con parti consegnate dalla Danimarca e il 40% delle parti sono state realizzate presso il Cantiere di Danzica. Il prototipo era un motore 5 cilindri a 2 tempi con ricarica a impulsi, invertitore di tipo 562VT2BF-140 con una potenza di 4008,5 kW (5450 CV). Fino al 1969, 35 motori di questo tipo vennero costruiti su licenza, così come 29 motori a sei cilindri, tipo 662VT2BF-140. Nel 1971, venne avviata la produzione di motori 762VT2BF-140 a 7 cilindri, adattati per il controllo remoto. A metà del 1962 nel cantiere venne varata l'ultima nave con propulsione a vapore.

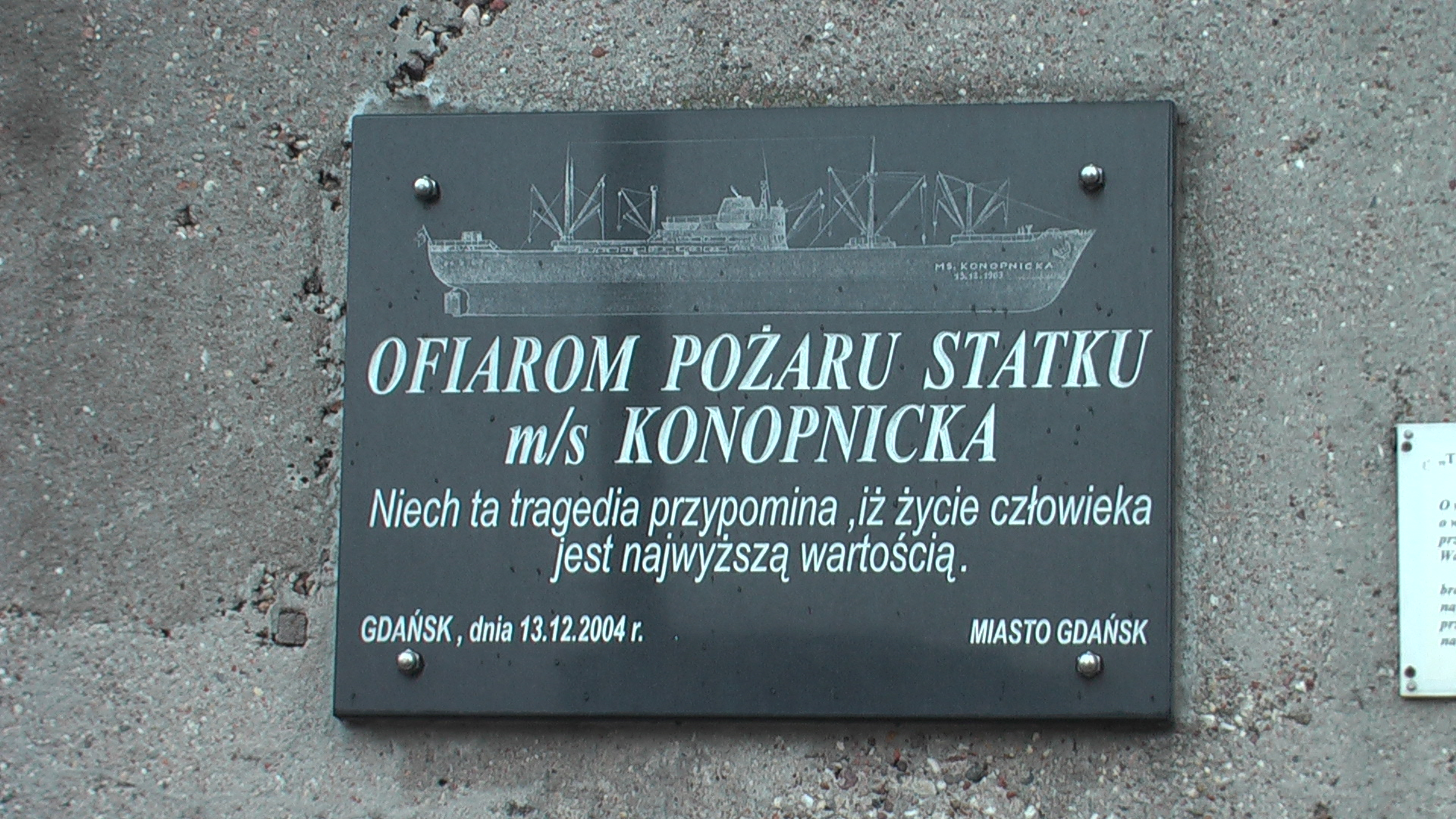
Targa in ricordo degli operai morti nell'incidente del 13 dicembre 1961

Il 13 dicembre 1961, nel cantiere navale di Danzica si verificò un tragico incidente sulla nave da carico "Maria Konopnicka" che era già in mare dopo le prove, durante l'allestimento finale, con lo scoppiò un tragico incendio in seguito al quale ventidue lavoratori dei cantieri navali sono stati uccisi anche a causa di errori commessi durante l'operazione di salvataggio.
Il 15 aprile 1967, nel 50º anniversario della rivoluzione di ottobre lo stabilimento venne intitolato a Vladimir Lenin e il complesso era noto come Cantiere navale Vladimir Lenin di Danzica, in quanto nel 1967 ricorreva il 50º anniversario della rivoluzione di ottobre.

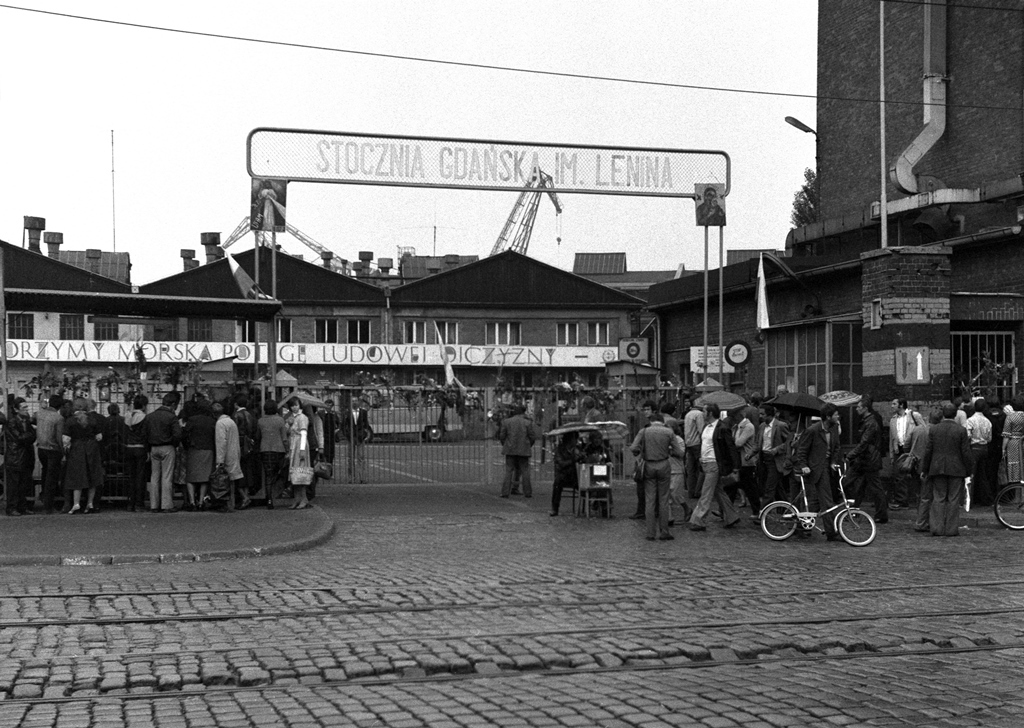
Scioperi nel cantiere nel 1980

nel corso degli anni settanta e degli anni ottanta fu uno dei più importanti centri della resistenza anticomunista in Polonia. Nel dicembre 1970 una rivolta operaia venne duramente repressa dal regime comunista, causando 42 morti. Gli scioperi dell'agosto 1980 portarono agli accordi di Danzica, con il riconoscimento di Solidarność, il primo sindacato libero ed indipendente del blocco sovietico. Lo sciopero ebbe inizio il 14 agosto 1980, in seguito al licenziamento dell'operaia Anna Walentynowicz, in quanto aderente ad un sindacato libero, con l'occupazione da parte dei lavoratori del cantiere navale Lenin, e si è trasformato nel giro di tre giorni in una protesta pubblica a livello nazionale contro le autorità comuniste. I delegati delle altre fabbriche in sciopero giunsero al Cantiere Lenin di Danzica, creando il Comitato interistituzionale di sciopero che formulò 21 richieste, scritte su una targa di legno, appesa sopra la porta numero 2 del Cantiere, il cui adempimento da parte delle autorità comuniste era una condizione per porre fine allo sciopero; una delle richieste più importanti era la costituzione e il riconoscimento di sindacati liberi e conteneva importanti richieste dalla democratizzazione della società polacca al miglioramento delle condizioni di vita delle persone.

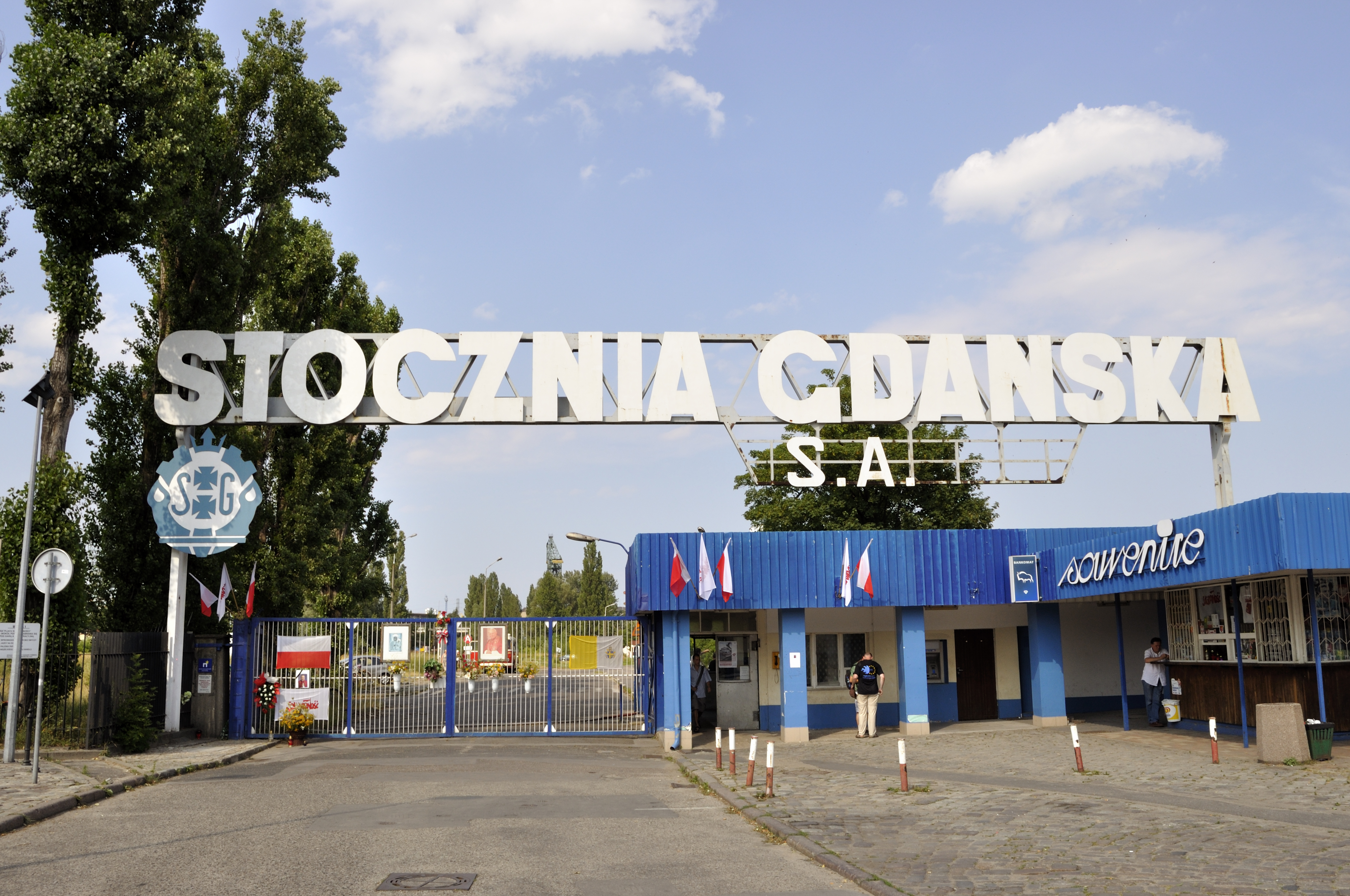
Il cancello n° 2 sul quale vennero affisse le richieste degli scioperanti

Gli accordi che misero fine agli scioperi vennero siglati il 31 agosto 1980, nella sala conferenze del Cantiere di Danzica ex ufficio Salute e sicurezza sul lavoro, dal vice primo ministro della Repubblica Popolare Polacca, Mieczysław Jagielski, in qualità di presidente del Partito Operaio Unificato Polacco e Lech Wałęsa in qualità di presidente del Comitato interistituzionale di sciopero; un accordo simile, da parte di rappresentanti governativi con i lavoratori in sciopero era stato firmato il giorno precedente nel cantiere di Stettino. Gli scioperi portarono alla rimozione dalle loro cariche di alti esponenti del Partito Operaio Unificato Polacco, tra cui Primo segretario del Comitato centrale del PZPR Edward Gierek e il primo ministro Piotr Jaroszewicz, ma altri alti esponenti del PZPR come Stanisław Kania e il generale Wojciech Jaruzelski rimasero al loro posto. In seguito all'Accordo di Danzica, stipulato dopo gli scioperi organizzati dal sindacato libero Solidarność nell'agosto del 1980 all'ingresso del cantiere è stato eretto un monumento detto delle tre croci, per onorare la memoria degli operai del cantiere navale di Danzica rimasti uccisi durante le proteste operaie del dicembre 1970 ed inaugurato poi il 16 dicembre 1980.
Il risveglio sociale, pieno di speranza per cambiamenti significativi nella vita sociale ed economica in Polonia, durò quasi tutto il 1981. La sala conferenze dello stabilimento era la sede della Commissione nazionale di Solidarność, le cui deliberazioni venivano trasmesse dalla stazione radio della fabbrica all'intero cantiere, il cui personale era coinvolto nel movimento di trasformazione della Polonia.
Le tensioni nei rapporti tra Solidarność, cresciuta alla fine del 1981, e le autorità statali raggiunsero il culmine domenica 13 dicembre, quando il primo ministro e primo segretario del Comitato centrale del PZPR, generale Wojciech Jaruzelski, annunciò l'introduzione della legge marziale, in seguito alla cui introdduzione Solidarność veniva dichiarata illegale, i loro attivisti attivisti imprigionati o internati; veniva inoltre introdotta la censura della stampa e delle case editrici, della radio e della televisione. Con la legge marziale venne imposto il coprifuoco, introdotta l'intercettazione di conversazioni telefoniche e la posta fu oggetto di censura, la mobilità veniva limitata, introdotte le tessere alimentari e le strade vennero presidiate dai reparti antisommossa della Milicja. I lavoratori del cantiere navale di Danzica che si recarono al lavoro lunedì 14 dicembre 1981, decisero di prendere parte all'occupazione dello stabilimento. Durante la notte, reparti antisommossa entrarono nel cantiere, espellendo con forza gli scioperanti che occupavano il cantiere navale. L'occupazione riprese il giorno seguente, il 15 dicembre con i reparti antisommossa che intervennero nuovamente contro gli scioperanti, riuscendo a stabilizzare la situazione il 16 dicembre. L'attività del cantiere venne sospesa riprendendo solamente nella seconda metà di gennaio 1982, con il cantiere che venne presidiato all'interno da mezzi blindati e corazzati. Dopo la ripresa dei lavori, preceduta dalla verifica dei dipendenti, il Consiglio Militare di Salvezza Nazionale (WRON) nominò un commissario militare che aveva il compito di supervisione della situazione socio-politica nel cantiere. I dipendenti e gli attivisti di "Solidarność" che erano stati licenziati, così come le famiglie degli operai imprigionati e internati, ricevettero in quel periodo un enorme aiuto spirituale, finanziario e materiale da padre Henryk Jankowski, parroco della Chiesa di Santa Brigida.
Gli anni ottanta, in tutta la Polonia, e in particolare nel Cantiere di Danzica, furono un periodo di enorme insoddisfazione sociale con le speranze risvegliate e deluse di democratizzazione delle strutture dello stato e di modernizzazione del paese. La situazione non cambiò con l'abolizione della legge marziale il 22 luglio 1983. Nel giugno 1987, Papa Giovanni Paolo II, posando fiori e pregando presso il Monumento agli operai del cantiere navale caduti nel 1970, era circondato dai reparti antisommossa e ai lavoratori dei cantieri navali non fu permesso di avvicinarsi al monumento.
Nel 1989, in seguito alla fine del regime comunista in Polonia il cantiere venne riorganizzato adeguando le attività nell'ambito dell'economia di mercato e il 1º gennaio 1990, trasformato in società per azioni con la denominazione "Stocznia Gdańska Spółka Akcyjna". Il 24 novembre 1994, il cantiere di Danzica è stato teatro di un tragico incidente, quando, durante un concerto del gruppo "Golden Life", è scoppiato un incendio causando 7 morti (3 sul posto, 4 in ospedale) e 282 feriti, di cui oltre 100 in gravi condizioni.
Il cantiere di Danzica è stato eletto Marchio del patrimonio europeo, riconoscimento comunitario approvato dal Parlamento e dal Consiglio europeo finalizzato a dare valore al patrimonio culturale comune, in quanto il luogo ha forti collegamenti con la nascita e la commemorazione del movimento Solidarność (polacco: Solidarietà) e con le origini delle trasformazioni democratiche dell'Europa centro-orientale che hanno garantito il recupero della libertà in Polonia.
Il 31 agosto 2014 è stato aperto proprio nelle adiacenze del cancello numero 2 del cantiere e del Monumento agli operai del cantiere navale caduti nel 1970 il Centro Europeo Solidarność (in polacco: Europejskie Centrum Solidarności), un museo e biblioteca, dedicato alla storia di Solidarność e di altri movimenti di opposizione comunista dell'Europa orientale.